# Éditions Belfond
Éditions Belfond este o editură franceză fondată în 1963.

## Istoric
Editura Belfond a fost înființată în 1963 de către Pierre Belfond și Franca Belfond. În 1989 Pierre Belfond a cedat 53,4% din capitalul social grupului editorial universitar și științific Masson. Soții Belfond au părăsit editura în 1991.
În 1993 Belfond a fuzionat cu Presses de la Renaissance, adăugându-i-se apoi și alte edituri precum Acropole, La Pré aux clercs, Éditions 1900 și l'Âge du Verseau, care au fost apoi grupate sub numele Éditions Belfond. Toate aceste edituri au fost incluse în polul editorial Place des éditeurs, o filială a grupului Editis, al doilea cel mai mare grup editorial francez, după Hachette, cu o cifră de afaceri de 751 de milioane de euro în 2009. Editura Belfond are un catalog de aproximativ 400 de titluri, cu o rată de o sută de titluri publicate pe an.

## Descriere
Prima creație a editurii Belfond a fost o colecție de cărți de format de buzunar, le Poche Club, unde au fost publicați autorii clasici ignorați în ultima perioadă. De-a lungul timpului, a fost alcătuit un catalog format din cărți diverse: cărți practice, cărți istorice, biografii, romane franceze și străine, eseuri etc.
La începutul anilor 1970 activitățile editurii au primit o nouă față. Editorul Pierre Belfond a fost acuzat că publică în special best-seller-uri în dauna unor cărți mai valoroase care i-ar fi adus însă un venit mai mic. Politica editorială a fost influențată de interesul cititorilor.
Catalogul Belfond are scopul de a acoperi o porțiune cât mai vastă a pieței literare și și-a consolidat reputația în ceea ce privește literatura străină „feminină”.

## Catalog
Editura Belfond și-a divizat activitatea în două domenii majore: Belfond Français și Belfond Étranger. 
Catalogul cărților franceze este compus din romane clasice, romane istorice, romane polițiste, cărți de non-ficțiune, jurnale și biografii. Autorii cei mai cunoscuți sunt Françoise Bourdin, Gilbert Bordes și Karine Giebel. În anul 2013 a fost fondată colecția Pointillés care este alcătuită din romane scurte care pot fi asimilate genului littérature blanche, cum ar fi Azadi de Saïdeh Pakravan (premiul Closerie des lilas în 2015), Le mal des ardents de Frédéric Aribit sau Havre Nuit de Astrid Manfredi. 
Catalogul cărților străine a fost dezvoltat și îmbogățit foarte mult în ultimii ani. Sub conducerea lui Françoise Triffaux între 1996 și 2017, Belfond Étranger a publicat autori precum Harlan Coben (Sans un adieu), Douglas Kennedy (L'homme qui voulait vivre sa vie), Colum McCann și Haruki Murakami. Este, prin urmare, un catalog format în principal din opere literare de ficțiune, incluse în următoarele colecții: Grands Romans, Milles Comédies, Esprit d'Ouverture și Belfond Noir.

## Legături externe
- Site web oficial